# Paul Avery
Paul Avery (Honolulú, Hawái; 2 de abril de 1934 - West Sound, estado de Washington; 10 de diciembre de 2000) fue un periodista estadounidense, conocido por sus informes sobre el asesino en serie Zodiac, y más tarde por su trabajo sobre el secuestro de Patricia Hearst.

## Primeros años
Avery nació en Honolulú (archipiélago de Hawái), siendo hijo de Howard Malcom Avery, un oficial y piloto de la Marina de los Estados Unidos, y de Frances Avery. Fue criado y educado en Honolulu, en Oakland (California) y en Washington D. C.. Avery comenzó su carrera en el periodismo en 1955, trabajando en una variedad de periódicos en Misisipi, Texas y Alaska antes de regresar a Hawái y ser contratado por el Honolulu Advertiser, donde fue nombrado jefe de la oficina del periódico en Big Island con 23 años.

## Carrera periodística
Avery se unió al diario San Francisco Chronicle en el año 1959. En la segunda mitad de la década de 1960, Avery pidió una excedencia y se marchó con su familia a Vietnam. En Saigón, Avery cofundó Empire News, una organización de fotoperiodismo independiente. Posteriormente amplió la compañía abriendo una sucursal en Hong Kong, antes de regresar a San Francisco, en 1969, después de tres años en Asia. A mediados de la década de 1980, después de trabajar para The Sacramento Bee y escribir un libro sobre el secuestro de Patricia Hearst, trabajó para el San Francisco Examiner, entonces propiedad del grupo Hearst, donde permaneció hasta su jubilación en agosto de 1994.

### Asesino del Zodiaco
Avery fue uno de los primeros periodistas en hablar sobre el caso del asesino en serie conocido como Zodiac, cuando comenzó a actuar en la zona de San Francisco en diciembre de 1968 y aparentemente terminaron con la muerte de un taxista de San Francisco en octubre de 1969. En ese momento, Avery era un reportero de sucesos en el San Francisco Chronicle.
Durante mucho tiempo, se pensó que las actividades del Zodiac se limitaban a la propia Bahía de San Francisco, pero Avery descubrió un asesinato en 1966 en Riverside que vinculó con el Zodiac.
Tras varias noticias informando sobre el asesino, el propio Zodiaco pudo ser el autor de una carta que recibió Avery en el periódico, (el autor escribió mal su nombre, como "Averly") una tarjeta con motivos de Halloween, advirtiéndole que "Estás condenado". El frente de la tarjeta decía: "De tu amigo secreto: lo siento en mis huesos / te duele saber mi nombre / y entonces te daré una pista..." Luego, en su interior se incluía la frase: "¿Pero por qué arruinar el juego?". Tan pronto como se hizo pública la amenaza, un compañero periodista sacó al mercado cientos de chapas identificativas, usadas incluso por Avery y sus propios compañeros de redacción, en las que se podía leer "Yo no soy Paul Avery". Tras esa amenaza, Avery comenzó a llevar un revólver calibre .38.

### Patricia Hearst
Cuando Patricia Hearst fue secuestrada en febrero de 1974, Avery unió fuerzas con el reportero del Chronicle Tim Findley para producir una serie de historias que detallaran el secuestro y escribieran sobre los miembros de la poco conocida banda de revolucionarios llamada Ejército Simbionés de Liberación (SLA).
Avery cubrió el caso Hearst hasta que la heredera del periódico convertida en ladrona de bancos fue arrestada en septiembre de 1975. Avery luego se refugió en su casa flotante en la puerta 5 en Sausalito con el escritor de Boston Vin McLellan para escribir The Voices of Guns, un libro sobre el SLA y el secuestro de Hearst.

### Trabajos posteriores
A pesar de su progresiva enfermedad con enfisema, Avery continuó trabajando en el crimen y el periodismo hasta el final de su vida. Después de unirse a The Sacramento Bee en 1976, descubrió que las autoridades habían acusado erróneamente a un hombre inocente de asesinato y fue fundamental para convencer a los detectives de que retiraran los cargos.

## Vida personal
Mientras cubría la guerra en Vietnam, Avery sufrió una fractura en la columna cuando la rama de un árbol que caía lo derribó encima de un vehículo blindado.
Avery murió de enfisema pulmonar en West Sound, estado de Washington, el 10 de diciembre de 2000. La familia de Avery esparció sus cenizas en la Bahía de San Francisco en junio del año siguiente.
En el momento de su muerte, Avery estaba casado con Margo St. James, una activista feminista y fundadora del grupo de derechos de las trabajadoras sexuales COYOTE (Call Off Your Old Tired Ethics). Tenía dos hijas de un matrimonio anterior, Charlé Avery y Cristin Avery. Así como una tercera hija, Janet Anderson.

## En la cultura popular
El actor Robert Downey Jr. interpretó a Avery en la película Zodiac de David Fincher (2007). La película detalla su participación en el caso, incluido su descubrimiento del asesinato de Riverside en 1966, la amenaza a su vida, las chapas con la frase "Yo no soy Avery", una participación muy ficticia con el dibujante convertido en experto en Zodiac Robert Graysmith, así como su eventual deterioro físico, incluido su abuso de la cocaína y el alcohol. La película termina con una breve mención de su fatal enfermedad y muerte.